# محمد محمدی (بازیکن فوتبال)
محمد محمدی (زاده ۲۹ شهریور ۱۳۵۶، شهرری) دروازه‌بان سابق فوتبال اهل ایران است. او سابقه بازی در باشگاه‌های پرسپولیس و استقلال را دارد.

## دوران باشگاهی
محمدی در سال ۱۳۷۵ اولین بازی حرفه‌ای خود را برای سایپا انجام داد.
محمدی قبل از پیوستن به تیم فوتبال استقلال تهران در تیم فوتبال داماش گیلان به مدت یک سال عضویت داشت.
وی مدتی در ایالات متحده آمریکا سکونت داشت و زیر نظر مربی ایرانی خود داریوش یزدانی در تیم اورنج کانتی بلوز
در پست دروازه‌بانی مشغول بود و در سال ۲۰۱۴ از فوتبال حرفه‌ای در آمریکا خداحافظی کرد.

## دوران مدیریت
محمدی در اردیبهشت 1401 به عنوان سرپرست معاونت باشگاه پرسپولیس انتخاب شد  سپس در مهر ماه 1403 به عنوان مدیر عامل باشگاه سایپا منصوب شد  و د رحال حاضر مدیر عامل باشگاه فولاد خوزستان است  
1. ↑  "Mohammad Mohammadi - Player Profile - Football - Eurosport".
2. ↑  Aftab
3. ↑  tehran times: Esteghlal held to a 1-1 draw in ACL
4. ↑  Esteghlal 0-0 Al Jazira
5. 1 2  "Goalkeeper Mohammad Mohammadi Announces Retirement" (به انگلیسی). June 19, 2014.